# ВИЧ/СПИД в Беларуси
ВИЧ в Беларуси является третьей по размерам вспышкой эпидемии в Европейском регионе ВОЗ. К 2023 году число зарегистрированных человек с ВИЧ-инфекцией составило 33,9 тысячи человек.
К 2022 году страна добилась заметного успеха в достижении целей ООН по ВИЧ/СПИДу «90-90-90»: 85,3 % носителей ВИЧ знают свой статус, из них 85 % получают лечение, из них 82 % имеют неопределяемую вирусную нагрузку. Тем не менее ежегодный прирост новых случаев ВИЧ-инфекций достигал 1,4 — 1,6 тыс. (или 11-13 %). Ухудшению ситуации способствуют стигматизация и недостаточное информирование населения о способах передачи вируса. Беларусь также является одной из стран, где криминализована передача ВИЧ в случае, когда ВИЧ-положительный не информирует своего партнёра о своём диагнозе, что может приводить к отказу ВИЧ-положительных людей от терапии и регистрации из страха преследования.

## Распространённость
| Распространенность ВИЧ-инфекции в ключевых группах, оценка 2020 | Распространенность ВИЧ-инфекции в ключевых группах, оценка 2020 | Распространенность ВИЧ-инфекции в ключевых группах, оценка 2020 | Распространенность ВИЧ-инфекции в ключевых группах, оценка 2020 | Распространенность ВИЧ-инфекции в ключевых группах, оценка 2020 |
| --------------------------------------------------------------- | --------------------------------------------------------------- | --------------------------------------------------------------- | --------------------------------------------------------------- | --------------------------------------------------------------- |
| ЛУИН                                                            |                                                                 |                                                                 | 22.7 %                                                          |                                                                 |
| ЖСР                                                             |                                                                 |                                                                 | 9.7 %                                                           |                                                                 |
| МСМ                                                             |                                                                 |                                                                 | 5.8 %                                                           |                                                                 |

За десять лет с момента регистрации первого случая ВИЧ в СССР на территории Беларуси было выявлено только 117 инфицированных, из которых 43 приехали в республику на учёбу или работу. В 1996 году вирус проник в среду наркоманов Гомельской области, и за два года только в Светлогорске и Жлобине было выявлено более тысячи новых случаев. В результате Светлогорск стал одним из городов с самым высоким уровнем заражения на постсоветском пространстве — с каждым девяностым инфицированным жителем при населении в 72 тысячи. Основной частью пострадавших были мужчины младше 25 лет.
Ещё через десять лет, к 2006 году, ежегодный прирост новых случаев в республике уже превышал 700 человек. Общее количество носителей достигло 7,6 тыс. Для стабилизации положения Глобальный фонд для борьбы со СПИДом, туберкулёзом и малярией выделил $7 млн на проекты Минздрава. Благодаря дополнительным средствам 70-73 % носителей получали антиретровирусную терапию (АРТ). Хотя доля больных СПИДом всё равно оставалась достаточно высокой — с 1987-го по 2007 год этот диагноз поставили 920 ВИЧ-инфицированным (или десятой части от общего числа). Смертность от ВИЧ с 24 человек в 2002 году увеличилась к 2009 году в 9,3 раза. Активисты указывали на недостаточную осведомленность населения как одну из причин эпидемии. К примеру, около четверти респондентов избегали объятий с носителем, но не опасались незащищённого секса. Большинство молодых людей не видели смысла в тестировании на ВИЧ.
Кроме того, большая часть инфицированных ВИЧ включала лиц, употребляющих наркотики инъекционным путем, секс-работников с алкогольной зависимостью, бывших заключенных и безработных. Процент инфицированных в этих группах варьировался от 2,4 % до 13,3 %, в то время как общая распространённость ВИЧ среди населения составляла 0,4 %. Белорусские СМИ активно обсуждали проблему ВИЧ, формируя негативное мнение об инфицированных, что способствовало стигматизации и дискриминации. Опросы в Восточной Европе и Центральной Азии показывали, что более 60 % респондентов не поддерживали обучение детей с ВИЧ в обычных школах. В результате, предположительно 80 % людей с ВИЧ скрывали свой статус из-за опасения дискриминации.
Во второй половине 2009 года в Беларуси было зарегистрировано свыше 10,4 тысячи случаев ВИЧ-инфекции или 107,8 заражений на каждые 100 тысяч населения. В следующем году в стране ежедневно регистрировали два-три новых случая ВИЧ, преимущественно среди молодёжи. Соответственно, росло количество детей, рождённых ВИЧ-инфицированными матерями, и несмотря на проводимую профилактическую терапию, 11 % таких новорождённых заражались ВИЧ.
К 2012 году число ежегодно диагностируемых случаев достигло 1,2 тысячи. В основном это были люди 30-39 лет, 60 % составляли мужчины. Случаи ВИЧ регистрировали по всейстране, но свыше двух третей случаев приходилось на Гомельскую область. Финансирования для профилактики и лекарств от местных бюджетов не хватало, и более половины средств предоставляли Глобальный фонд и другие международные организации. В 2013 году только 50 % заболевших получали лечение. Метадоновая заместительная терапия, которую ВОЗ называет одним из способов снизить риск инфицирования, охватывала только 0,3 % из примерно 75 тысяч наркоманов страны. Максимальный уровень вовлечения в программу был достигнут в 2018 году в Минске — 5,3 %. В последующие годы он не рос из-за строгого регламента процедуры.
Хотя во второй половине 2010-х годов осведомлённость о способах передачи ВИЧ росла, ежегодное число новых случаев продолжало расти. Если в 2014 году было выявлено 1,1 тысячи новых случаев, в 2015 году — уже 2,3 тысячи. Тем не менее ООН отмечала успехи страны в борьбе с инфекцией. В 2016 году около 87 % из более 15 тысячи ВИЧ-инфицированных получали антиретровирусную терапию (АРТ). Страна получила сертификат ВОЗ, подтверждающий ликвидацию передачи ВИЧ и сифилиса от матери к ребёнку. В 2018 году власти обеспечили универсальный доступ к лечению для всех ВИЧ-инфицированных, предоставляя бесплатную антиретровирусную терапию, тогда как ранее она была доступна для людей с высоким уровнем вирусной нагрузки (менее 350 кл/мкл CD4).
Ситуация с ВИЧ в Беларуси во многом определялась внешним финансированием. В 2019 году Глобальный фонд был единственным спонсором программ по раздаче шприцев наркозависимым, что является одним из основных направлений профилактики вируса среди наркопотребителей. Когда в начале года очередной грант Глобального фонда несколько месяцев не мог пройти регистрацию в правительстве, система помощи и профилактики в уязвимых группах в стране была парализована. Деятельность активистов ограничена из-за преследования ЛГБТ-сообщества в республике. Например, в 2022 году молодёжное объединение «Встреча», оказывающее помощь людям с ВИЧ в тяжёлых ситуациях, обвинили в «пропаганде» гомосексуализма и получении «прозападного» финансирования от Глобального фонда. На этом фоне число инфицированных среди гомосексуальных мужчин продолжало расти, с 2010 по 2020 годы количество случаев ВИЧ-инфекции увеличилось более чем в 6 раз.

### Распространение в Гомельской области
Наиболее поражённым регионом Республики Беларусь является Гомельская область. По данным за 2020 год, за всё время на территории региона было выявлено 12 286 случаев ВИЧ-инфекции. Всего зарегистрировано 8 411 людей, живущих с ВИЧ.
В 2020 году 91 % выявленных заражений произошёл через половые контакты. Чаще всего ВИЧ-инфекция диагностировалось у людей 35-39 лет (74,5 случая на 100 тысяч человек). За весь период наблюдения от ВИЧ-положительных женщин родилось 1927 детей. На 2020 год ВИЧ выявлен у 156 детей. СПИД выявлен у 1986 пациентов. В 2020 году этот диагноз был поставлен 89 жителям региона, а 135 человек умерли от СПИДа.
В 2022 году был выявлен 391 случай заражения ВИЧ-инфекцией, заболеваемость выросла на 4,3 % к 2021 году.
Количество ежегодно регистрируемых случаев ВИЧ на 100 тыс. населения

## Современность
| Субъекты                     | Число инфицированных | Живущих с ВИЧ на 100 тыс. населения |
| Брестская область            | 1804                 | 136,3                               |
| Витебская область            | 1353                 | 122,6                               |
| Гомельская область           | 8572                 | 631,3                               |
| Гродненская область          | 1037                 | 103                                 |
| Минск                        | 5516                 | 276,3                               |
| Минская область              | 3907                 | 266,6                               |
| Могилёвская область          | 1877                 | 187,5                               |
| Итого по Республике Беларусь | 24066                | 266,0                               |

К началу 2020 года в стране было зарегистрировано 22 тысячи ВИЧ-инфицированных, хотя реальное число оценивалось в 28 тысяч. Наиболее трудная ситуация была в Гомельской области (37,3 % от всех инфицированных в стране), а также в Минске и Минской области (22,2 % и 16,2 %). Уровень распространения составил 582,75, 247,98 и 250,99 на 100 тысяч населения соответственно. В других регионах этот показатель был заметно ниже среднего по стране и варьировался от 88,84 в Гродненской области до 149,68 на 100 тысяч населения в Могилёвской области.
В рамках программы ЮНЭЙДС «90-90-90» к 2021 году страна добилась следующих результатов: 85,3 % от оценочного числа людей с ВИЧ знали о своем диагнозе, из них 85 % получали терапию, и у 82 % из них была неопределяемая вирусная нагрузка. Однако местные СМИ сообщали об отсутствии некоторых препаратов из-за санкций, что создавало риск, что из-за изменения курса терапии вирус мутирует.
Беларусь занимает 3-е место среди стран Европейского региона ВОЗ по числу впервые диагностированных случаев ВИЧ-инфекции. В 2021 и 2022 выявляли по 1,4-1,6 тысячи новых случаев, а к марту 2023 года в стране было зарегистрировано 33,9 тысяч случаев ВИЧ.

## Тестирование и антиретровирусная терапия
Каждый житель страны имеет право на прохождение тестирования на ВИЧ бесплатно и анонимно в государственных медучреждениях. При положительном результате лечащий врач-инфекционист принимает решение о назначении должного лечения. Антиретровирусная терапия в Беларуси бесплатна. В 2017 году в республике было зарегистрировано 26 лекарственных средств. До 2018 года терапия назначалась лишь тем, чей уровень вирусной нагрузки менее 350 кл/мкл CD4 в крови, однако теперь лечение должно назначаться всем ВИЧ-положительным.
в 2018 году 82 % ВИЧ-положительных получали антиретровирусную терапию и имели неопределяемую вирусную нагрузку.
Лекарства выдаются пациентам на 3 месяца. Во внештатных ситуациях антиретровирусную терапию выдают лишь на месяц или даже на неделю.

## Уголовное наказание
Беларусь — одна из стран, где половое инфицирование преследуется по закону. В уголовном кодексе Республики Беларусь существует статья 157 «Заражение вирусом иммунодефицита». Первая её часть предполагает штраф, арест или уголовную ответственность сроком до трёх лет за заведомое поставление другого лица в опасность заражения вирусом иммунодефицита человека. Вторая часть предполагает наказание в виде лишения свободы на срок от двух до семи лет за заражение другого лица по легкомыслию или с косвенным умыслом ВИЧ лицом, знавшим о наличии у него этого заболевания. Часть третья предполагает лишение свободы на срок от пяти до тринадцати лет за действие, предусмотренное частью 2 статьи, совершённое в отношении двух или более лиц, либо заведомо несовершеннолетнего, либо с прямым умыслом.
Незащищённый половой акт, совершённый ВИЧ-положительным без информирования своего партнёра о диагнозе, грозит уголовным делом, которое могут возбудить без заявления потерпевшего. В качестве доказательств достаточно положительного теста на ВИЧ, принцип «неопределяемый = не передающий» не признаётся белорусскими властями. Известны случаи, когда расследование начинали по инициативе медперсонала. На 2019 год было зарегистрировано 490 дел, существенная часть которых была начата в последние два года: 2012 по 2016 год было заведено 38 дел, а только за 6 месяцев 2017 года — осуждено более 50 человек. Для сравнения, общее число дискордантных пар в 2017 году составляло около 500.
После давления активистов в 2018 году были приняты поправки, сокращающие наказания и освобождающие от уголовной ответственности при информировании партнёра о ВИЧ-статусе и получении согласия. В декабре 2020 года правительство заявило о рассмотрении отмены статей 157 и 158 Уголовного кодекса, но они были оставлены. ЮНЭЙДС рекомендует государствам отменить статьи, криминализующие ВИЧ-инфекцию.